# Sulayman ibn Addu
Sulayman ibn Addú fou un jurista maliquita, seguidor de Uggwag ibn Zalwi al Dar-al-murabitun d'Aglu, al Sus, i després d'Abd-Al·lah ibn Yassín al-Ghazulí al ribat almoràvit, a Mauritània.
Era el jurista més influent de la secta i va succeir el mestre quan va morir el 1056, tot i que era menys eminent que Abd A·llah ibn Yassín. Va dirigir els almoràvits només quatre anys i va morir el 1060. El seu germà Abu-l-Qàssim ibn Addú, un altre jurista apreciat, li va sobreviure, però no s'esmenta com a successor.
El successor hauria estat l'alfaquí Limtan ibn Nafir al-Lamtuní.